# Sabelkardarspindel
Sabelkardarspindel (Brommella falcigera) är en spindelart som först beskrevs av Balogh 1935.  Sabelkardarspindel ingår i släktet Brommella och familjen kardarspindlar. Enligt den finländska rödlistan är arten sårbar i Finland. Enligt den svenska rödlistan är arten sårbar i Sverige. Arten förekommer i Götaland, Öland och Svealand. Artens livsmiljö är klippor och flyttblock. Inga underarter finns listade i Catalogue of Life.